# Ceryx sambavana
Ceryx sambavana är en fjärilsart som beskrevs av George Francis Hampson. Ceryx sambavana ingår i släktet Ceryx och familjen björnspinnare. Inga underarter finns listade i Catalogue of Life.